# Anostòmids

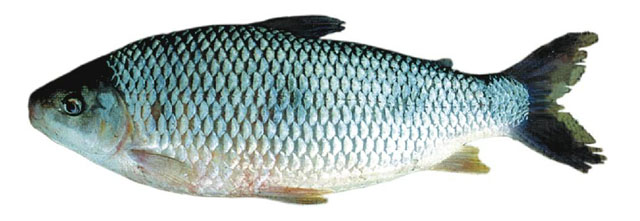
Leporinus obtusidens

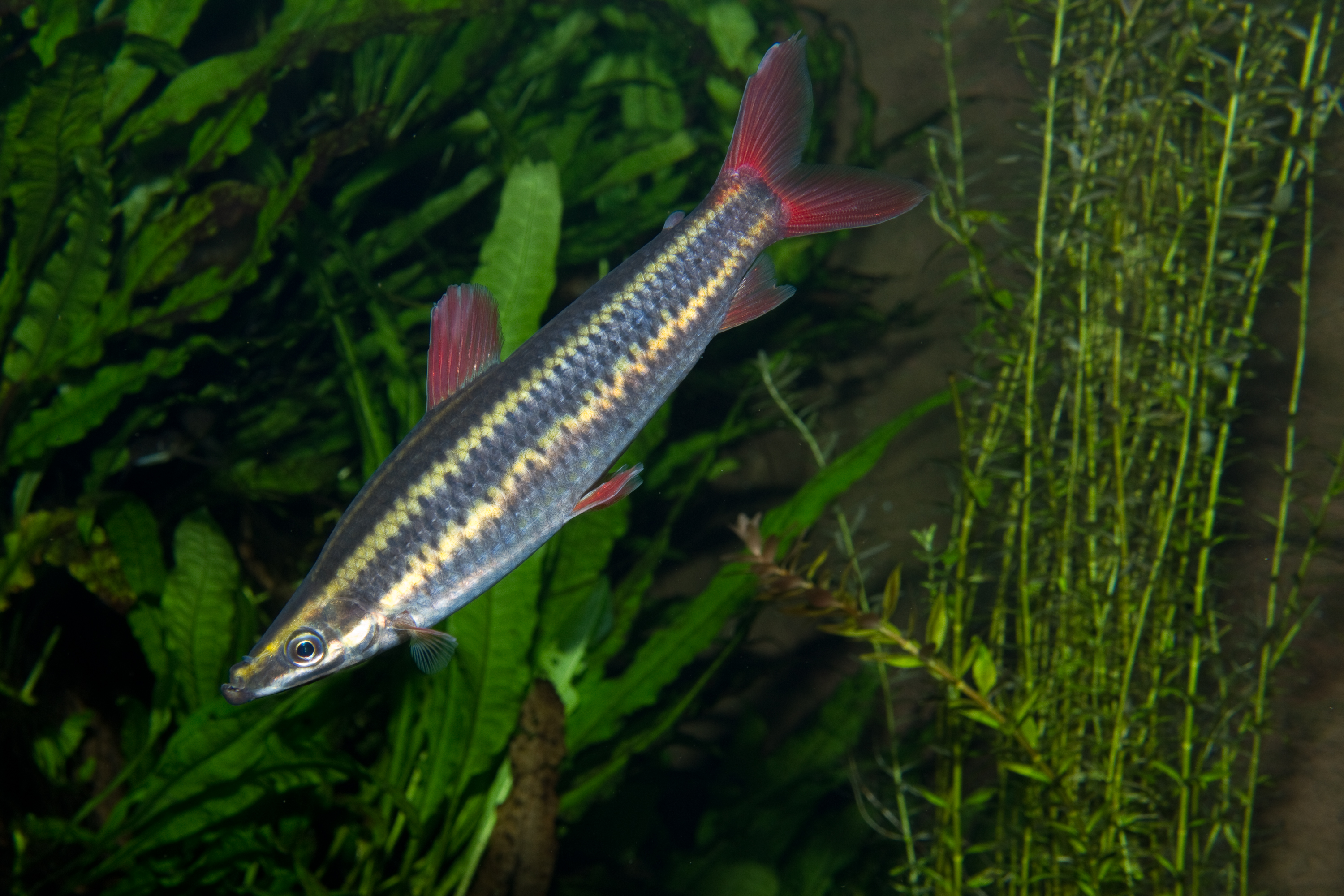
Anostomus anostomus

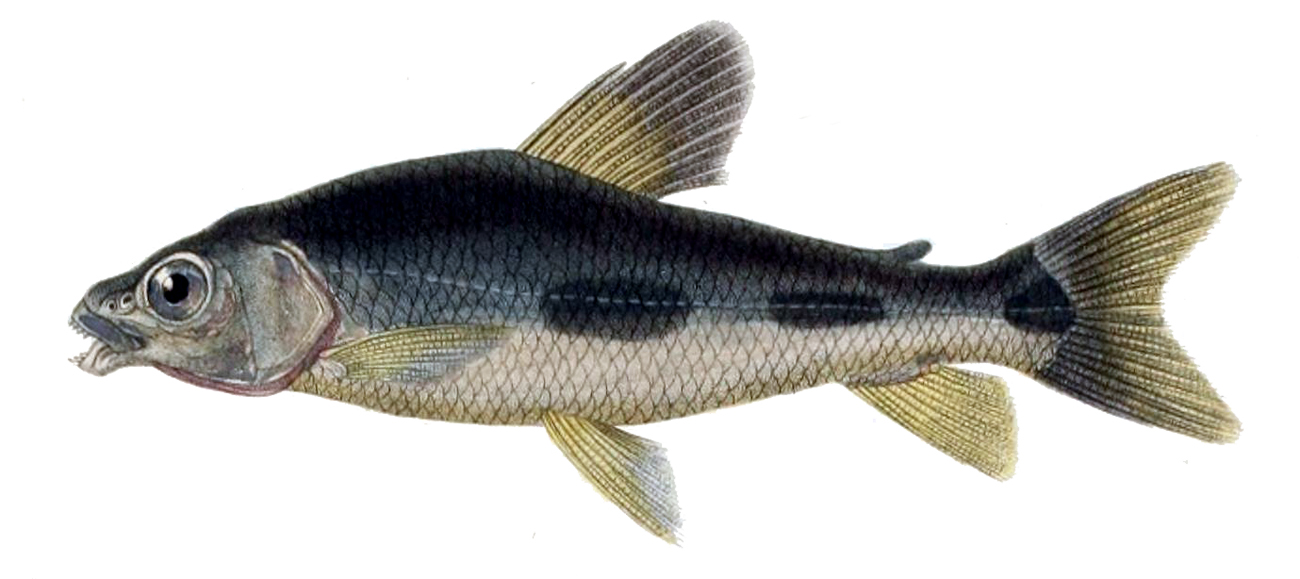
Il·lustració de Leporinus acutidens del 1847

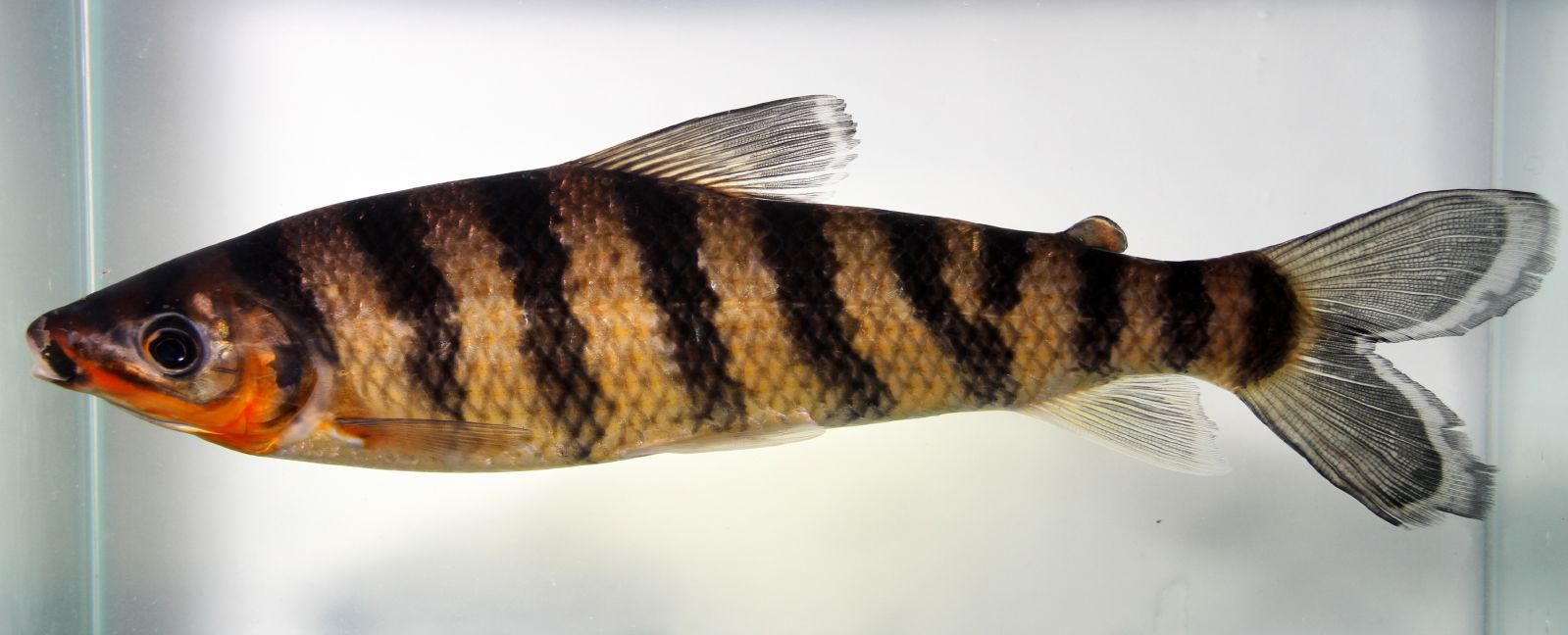
Leporinus fasciatus

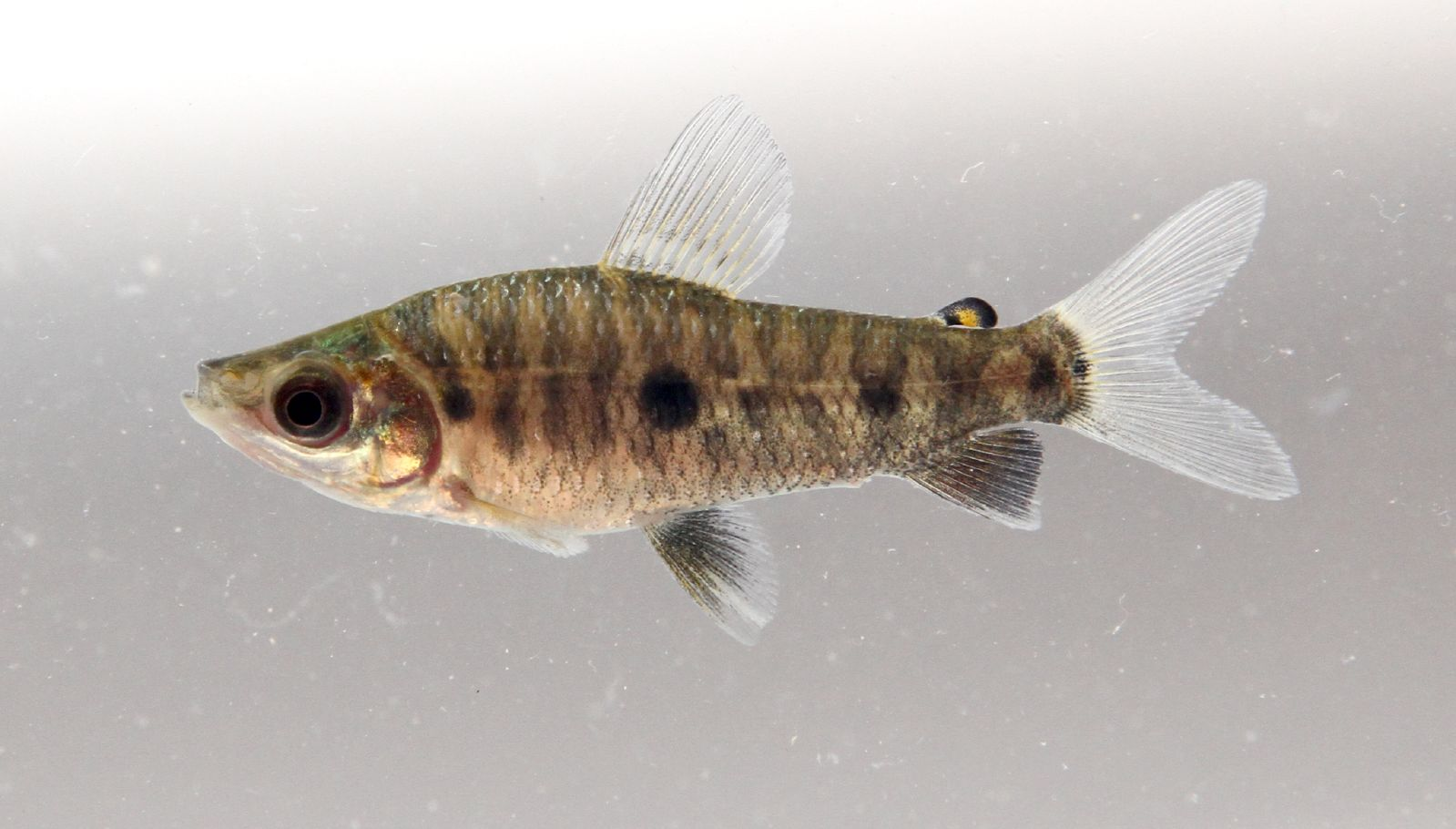
Juvenil de Leporinus friderici

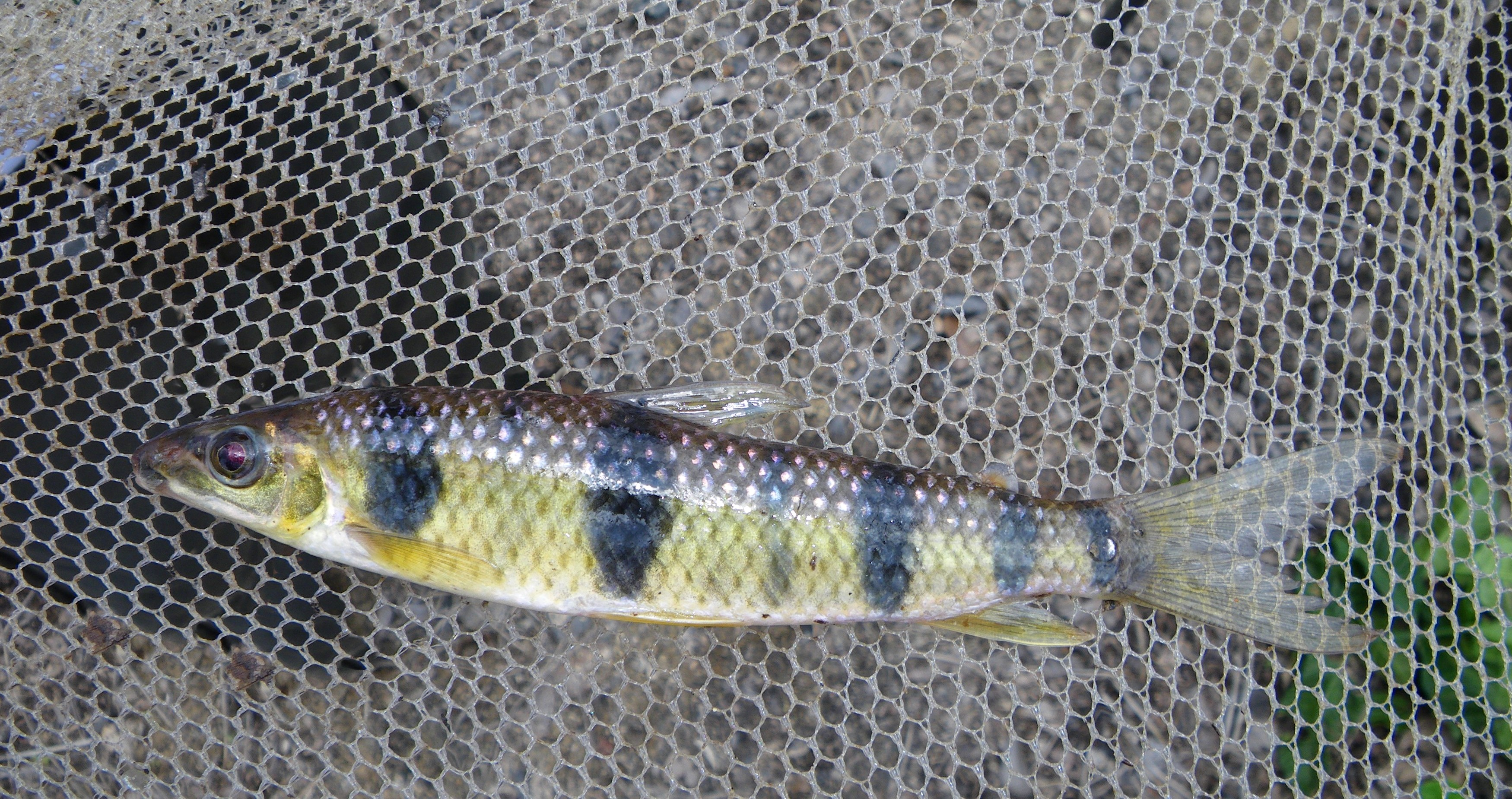
Leporinus maculatus capturat a Guyana.

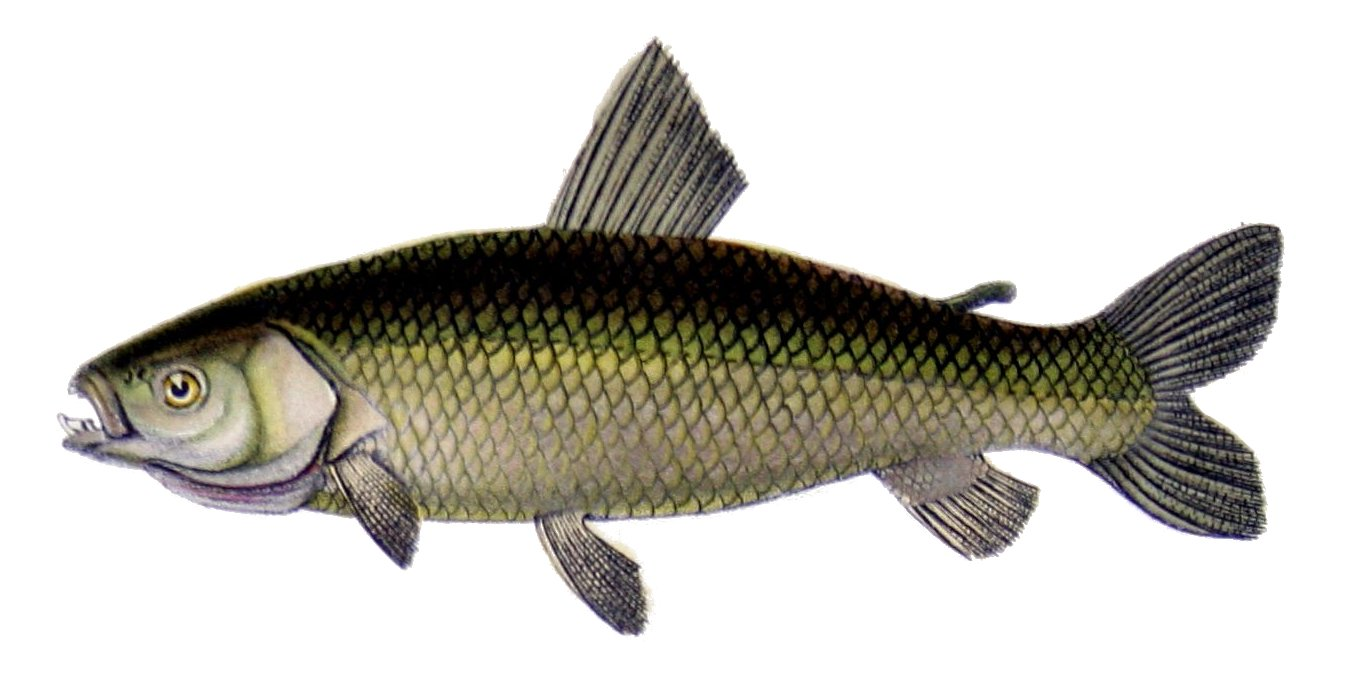
Il·lustració de Leporinus pachyurus del 1856

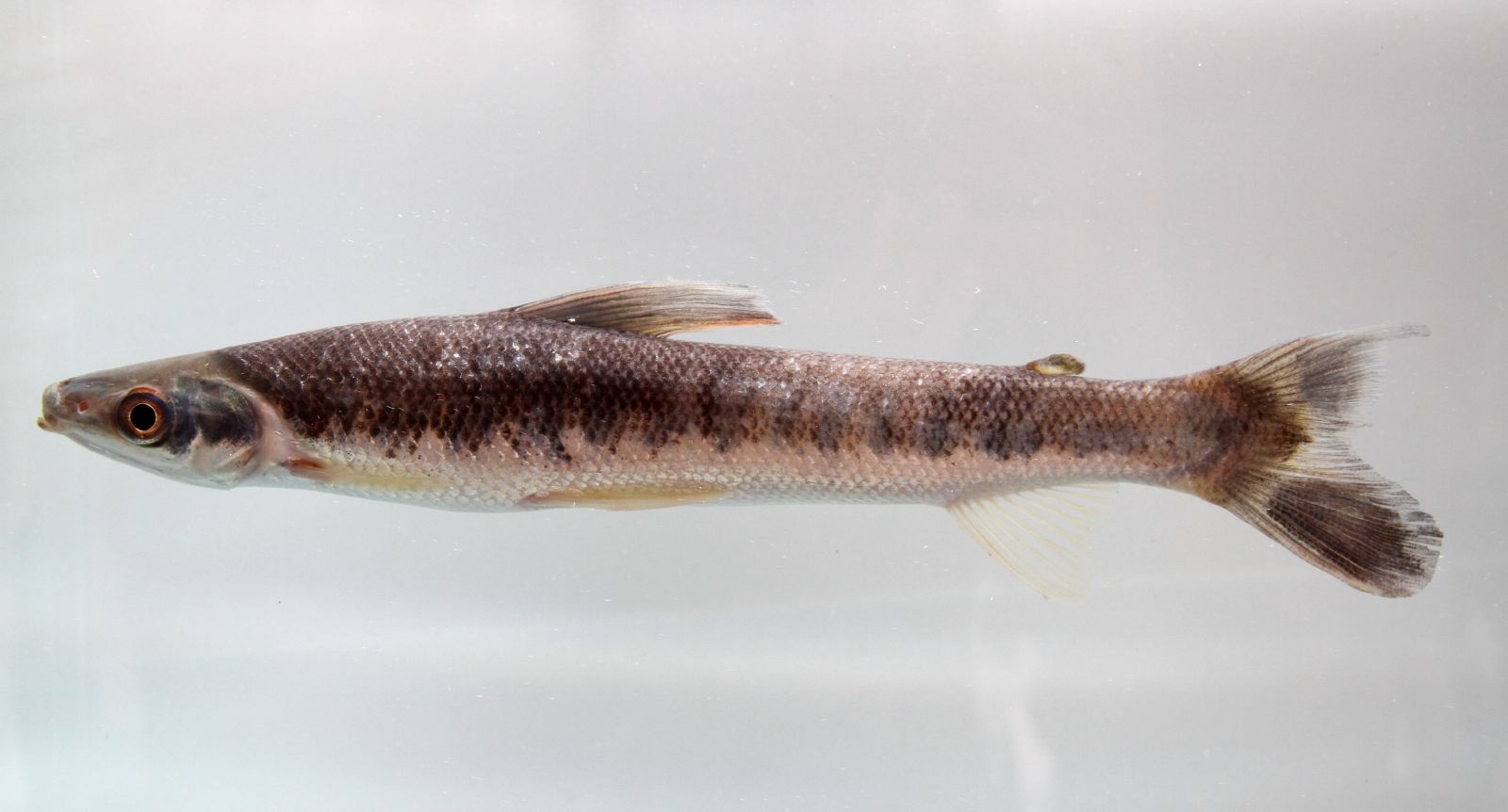
Rhytiodus argenteofuscus

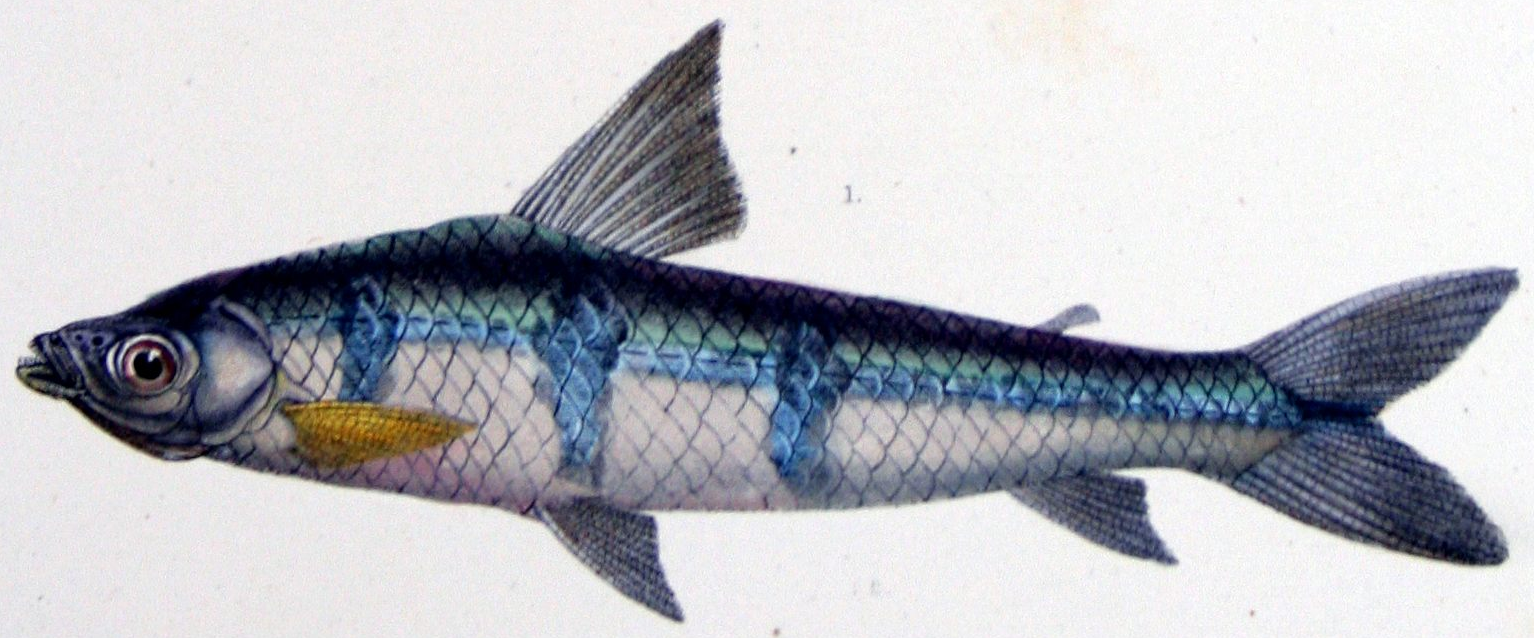
Schizodon vittatus

Els anostòmids (Anostomidae) són una família de peixos teleostis d'aigua dolça de l'ordre dels caraciformes.

## Etimologia
Del grec ana (dalt) i stoma (boca), en referència a la posició en què tenen la boca.

## Morfologia
Els seus cossos, més o menys allargats i en forma de fus, fan entre 15-60 cm de llargària total (llevat del gènere Abramites, el qual té el dors força elevat). 1 única aleta dorsal, la qual presenta radis. Aleta anal curta i, normalment, amb menys de 10 radis ramificats. La boca (estreta, petita, no protràctil i molt distant del marge orbital anterior) està orientada en moltes espècies cap amunt. Ambdues mandíbules són curtes i proveïdes de sengles fileres de 6-8 dents. Os maxil·lar petit. Obertures branquials petites i amb les membranes fermament unides a l'istme. Línia lateral completa i estesa al llarg de la línia mitjana del cos. Aleta adiposa sempre present.

## Alimentació
La majoria de les seues espècies mengen plantes, mentre que d'altres també s'alimenten de detritus i d'invertebrats.

## Distribució geogràfica
Es troba a Sud-amèrica: els hàbitats d'aigua dolça des del riu Atrato (Colòmbia) fins al centre de l'Argentina, incloent-hi el Perú, l'Equador, Trinitat i Tobago, Veneçuela, Guyana, la Guaiana Francesa, Surinam, el Brasil, Bolívia, el Paraguai i l'Uruguai, i les conques dels rius Orinoco, Amazones, Araguaia, Solimões, Xingu, Iguaçú, Paranà, São Francisco, de la Plata, Uruguai, Paraguai, Negro, Tocantins, Napo, Tapajós i Marañón. Algunes espècies han estat introduïdes fora de la seua àrea de distribució original (com ara, Leporinus fasciatus a Hawaii).

## Gèneres i espècies
- Abramites (Fowler, 1906)[42]
  - Abramites eques (Steindachner, 1878)[43]
  - Abramites hypselonotus (Günther, 1868)[44]
- Anostomoides (Pellegrin, 1909)[45]
  - Anostomoides atrianalis (Pellegrin, 1909)[45]
  - Anostomoides laticeps (Eigenmann, 1912)[46]
  - Anostomoides passionis (Dos Santos & Zuanon, 2006)[47]
- Anostomus (Scopoli, 1777)[48]
- Gnathodolus (Myers, 1927)[49]
  - Gnathodolus bidens (Myers, 1927)[49]
- Laemolyta (Cope, 1872)[50]
- Leporellus (Lütken, 1875)[51]
- Leporinus (Agassiz, 1829)[52]
- Petulanos (Sidlauskas & Vari, 2008)[53]
  - Petulanos intermedius (Winterbottom, 1980)[54]
  - Petulanos plicatus (Eigenmann, 1912)[46]
  - Petulanos spiloclistron (Winterbottom, 1974)[55]
- Pseudanos (Winterbottom, 1980)[54]
- Rhytiodus (Kner, 1858)[56]
- Sartor (Myers & Carvalho, 1959)[57]
  - Sartor elongatus (dos Santos & Jégu, 1987)[58]
  - Sartor respectus (Myers & Carvalho, 1959)[57]
  - Sartor tucuruiense (dos Santos & Jégu, 1987)[58]
- Schizodon (Agassiz, 1829)[52]
- Synaptolaemus (Myers & Fernández-Yépes, 1950)[59]
  - Synaptolaemus cingulatus (Myers & Fernández-Yépez, 1950)[59]
  - Synaptolaemus latofasciatus (Steindachner, 1910)[60][61][1][62][63][64][65]

## Observacions
En el seu medi natural, els peixos d'aquesta família romanen la major part del temps entre les roques o els arbres caiguts a l'aigua en un entorn adient a llur coloració. Algunes espècies neden en posició obliqua (amb el cap cap avall). Hom té poca informació sobre el comportament i ecologia de les diferents espècies, tot i que algunes formen part del comerç de peixos d'aquari. En general, són comestibles i algunes de les espècies més grosses són capturades com a aliment de forma regular.